# Shy Ely
Shyron Quonell Ely (* 16. Juli 1987 in Washington (Pennsylvania)) ist ein ehemaliger US-amerikanischer Basketballspieler.

## Laufbahn
Ely war Mitglied der Basketballmannschaft an der Speedway High School im US-Bundesstaat Indianapolis, von 2005 bis 2009 gehörte er zur Mannschaft der University of Evansville in der ersten NCAA-Division. Ely bestritt in dieser Zeit 121 Spiele für Evansville, in denen er im Durchschnitt 11,8 Punkte sowie 4,5 Rebounds erzielte. Seine statistisch beste Saison war zugleich seine letzte auf Hochschulniveau: Im Spieljahr 2008/09 stand er bei 31 Einsätzen stets in der Anfangsformation und erzielte im Schnitt 18,9 Punkte sowie 5,8 Rebounds je Begegnung.
Die ersten Schritte seiner Profilaufbahn unternahm Ely in der NBA D-League in seinem Heimatland. In der Saison 2010/11 gewann er mit Iowa Energy den Meistertitel. 2012 wechselte er zum BC Boncourt in die Schweizer Nationalliga. In der Saison 2013/14 stand er dann in Diensten des deutschen Zweitligisten USC Heidelberg und wurde vom Basketballdienst eurobasket.com nach dem Ende des Spieljahres als einer der besten Spieler der Liga ausgezeichnet. Seine guten Leistungen in Deutschland brachten ihm einen Vertrag beim französischen Erstligaverein Le Mans Sarthe Basket ein, den er Ende Juli 2014 unterschrieb. Für Le Mans bestritt er 33 Ligaspiele, stand dabei 14 Mal in der Startaufstellung und erzielte im Mittel 7,6 Punkte pro Einsatz.
Im Oktober 2015 kehrte Ely nach Heidelberg zurück, blieb aber nur wenige Wochen und schloss sich noch im selben Monat dem Bundesligisten Crailsheim Merlins an. Er stand für Crailsheim in der Saison 2015/16 in 26 Bundesliga-Spielen auf dem Feld und erzielte im Durchschnitt 10,0 Punkte sowie 3 Rebounds und 2,2 Korbvorlagen je Begegnung.
Nach dem Ende der Saison 2015/16 war Ely zunächst einige Monate vereinslos, ehe er im Januar 2017 abermals von den Heidelbergern unter Vertrag genommen wurde. In der Saison 2017/18 war Ely mit einem Punkteschnitt von 15,1 pro Partie achtbester Korbschütze der 2. Bundesliga ProA. Auch im Spieljahr 2018/19 erzielte er für die Heidelberger hervorragende Werte, war mit 16,5 Punkten pro Begegnung bester Werfer der Mannschaft und trug somit zum Erreichen des Halbfinals bei. Dort schied Ely mit dem USC gegen Nürnberg aus. Wegen eines Ermüdungsbruchs der Kniescheibe musste er sich Anfang Januar 2020 einer Operation unterziehen. Am 22. Juli 2020 verlängerte Ely seinen Vertrag in Heidelberg um drei weitere Jahre. Er gewann im Spieljahr 2020/21 mit Heidelberg die Meisterschaft in der 2. Bundesliga ProA, mit einem Punkteschnitt von 14,5 je Begegnung war er zweitbester Korbschütze der Meistermannschaft. Anschließend spielte Ely bis 2023 für den Verein in der Bundesliga.
2025 kehrte er als Jugendtrainer zum USC Heidelberg zurück.